# لويس فيليكس
لويس فيليكس (بالإنجليزية: Lois Felix)‏ هي لاعب كرة مضرب أمريكية، ولدت في 1 يونيو 1927 في ميريديان في الولايات المتحدة، وتوفي بنفس المكان في 23 ديسمبر 2001.